# Palma de Mallorca nemzetközi repülőtér
Palma de Mallorca nemzetközi repülőtér (IATA: PMI, ICAO: LEPA) egy nemzetközi repülőtér Spanyolországban, Mallorca szigetén, nem messze a sziget fővárosától, Palmától. Éves utasforgalma 33 298 164 fő . Üzemeltetője az Aena.

## Futópályák
A repülőtér futópályái:
- 06L/24R (3270 m, 45 m, aszfalt)
- 06R/24L (3000 m, 45 m, aszfalt)

## Útvonalak statisztikája
| Helyezés | Város                               | Utasok  | Legfontosabb légitársaságok                                                    |
| -------- | ----------------------------------- | ------- | ------------------------------------------------------------------------------ |
| 1        | Düsseldorf, Németország             | 906 124 | Air Berlin, Condor, Lufthansa, TUIFly                                          |
| 2        | Köln/Bonn, Németország              | 707 428 | TUIFly, Germanwings, Condor, Air Berlin                                        |
| 3        | Frankfurt, Németország              | 693 944 | Air Berlin, Condor, Lufthansa, TUIFly.                                         |
| 4        | Manchester, Egyesült Királyság      | 686 802 | Thomson Airways, Thomas Cook Airlines, Ryanair, Monarch, Jet2, EasyJet         |
| 5        | London-Gatwick, Egyesült Királyság  | 587 341 | EasyJet, Monarch, Thomas Cook Airlines, Thomson Airways                        |
| 6        | Stuttgart-Echterdingen, Németország | 578 890 | TUIFly, Contact Air, Germanwings, Condor, Air Berlin                           |
| 7        | Hamburg-Fuhlsbuettel, Németország   | 569 159 | Air Berlin, Condor, Lufthansa, TUIFly                                          |
| 8        | München-Franz Josef Strauss         | 515 083 | TUIFly, Lufthansa, Condor, Air Berlin                                          |
| 9        | Berlin-Tegel, Németország           | 399 026 | Air Berlin, Lufthansa                                                          |
| 10       | Zürich, Svájc                       | 366 889 | Swiss International Airlines, Air Berlin                                       |
| 11       | London-Stansted, Egyesült Királyság | 303 190 | Ryanair, EasyJet, Thomas Cook Airlines, Thomson Airways                        |
| 12       | East Midlands, Egyesült Királyság   | 277 870 | Thomson Airways, Thomas Cook Airlines, Ryanair, Monarch, Jet2, Bmibaby         |
| 13       | Dortmund, Németország               | 271 404 | Air Berlin, EasyJet, Germanwings                                               |
| 14       | Nürnberg, Németország               | 269 084 | Air Berlin, TUIFly                                                             |
| 15       | Bréma, Németország                  | 257 006 | Air Berlin, Ryanair                                                            |
| 16       | Bristol, Egyesült Királyság         | 248 289 | Thomson Airways, Ryanair, Monarch, EasyJet                                     |
| 17       | Birmingham, Egyesült Királyság      | 245 740 | Bmibaby, BA CityFlyer, Monarch, Ryanair, Thomas Cook Airlines, Thomson Airways |
| 18       | Paderborn, Németország              | 244 868 | Condor, Air Berlin                                                             |
| 19       | London-Luton, Egyesült Királyság    | 242 432 | EasyJet, Monarch, Thomas Cook Airlines                                         |
| 20       | Lipcse, Németország                 | 236 341 | Air Berlin, Condor                                                             |

## Légitársaságok és úticélok
| Légitársaság                   | Célállomások |
| ------------------------------ | --- |
| Aer Lingus                     | Szezonális: Cork, Dublin |
| Aeroflot                       | Szezonális: Moszkva–Seremetyjevo |
| Air Algérie                    | Algír |
| Air Arabia                     | Nador |
| airBaltic                      | Szezonális: Riga |
| Air Europa                     | Alicante, Barcelona, Bilbao, Granada, Ibiza, Madrid, Menorca, Párizs–Orly, Valencia, Zaragoza Szezonális: Asturias, Casablanca, Málaga, Marrákes, Nador, Salamanca, Sevilla, Valladolid Szezonális charter: Åre/Östersund, Borlänge, East Midlands, Halmstad, Haugesund, Inverness, Jersey, Jönköping, Molde, Sandefjord, Shannon, Skellefteå, Sundsvall, Tel-Aviv |
| Air France                     | Párizs–Charles de Gaulle |
| AlbaStar                       | Szezonális charter: Bergamo, Bologna, Cork, Derry, Dublin, Inverness, Knock, Milánó–Malpensa, Teesside, Tel-Aviv, Velence, Verona |
| Atlantic Airways               | Szezonális: Vagar |
| Austrian Airlines              | Szezonális: Bécs |
| Binter Canarias                | Gran Canaria, Tenerife–North |
| Blue Air                       | Szezonális: Bukarest |
| British Airways                | London–City, London–Gatwick Szezonális: Edinburgh, Glasgow, London–Heathrow, London–Stansted, Manchester |
| Brüsszel Airlines              | Szezonális: Brüsszel |
| Bulgaria Air                   | Szófia |
| Buzz                           | Szezonális charter: Katowice, Krakkó, Wrocław |
| Condor                         | Düsseldorf, Frankfurt, Hamburg, Hannover Szezonális: Lipcse/Halle, München, Stuttgart |
| Corendon Airlines              | Szezonális: Düsseldorf, Köln/Bonn, Hannover, Nürnberg |
| Corendon Dutch Airlines        | Szezonális: Amszterdam, Maastricht/Aachen |
| Czech Airlines                 | Prága |
| easyJet                        | Basel/Mulhouse, Berlin–Schönefeld, Berlin–Tegel, Bristol, Genf, Liverpool, London–Gatwick, London–Luton, Manchester Szezonális: Amszterdam, Belfast–International, Bordeaux, Edinburgh, Glasgow, Lyon, Milánó–Malpensa, Nápoly, Nizza, Párizs–Charles de Gaulle, Toulouse, Velence |
| Edelweiss Air                  | Zürich |
| Enter Air                      | Szezonális charter: Gdańsk, Katowice, Krakkó, Łódź, Poznań, Varsó–Chopin, Wrocław |
| Eurowings                      | Berlin–Tegel, Köln/Bonn, Dortmund, Düsseldorf, Hamburg, Hannover, Lipcse/Halle, München, Münster/Osnabrück, Nürnberg, Stuttgart Szezonális: Basel/Mulhouse, Bréma, Dresden, Graz, Karlsruhe/Baden-Baden, Linz, Paderborn/Lippstadt, Saarbrücken, Salzburg, Zürich |
| Evelop Airlines                | Szezonális: Lisszabon, Porto Seasonal charter: Ålesund, Karlstad, Trondheim |
| Finnair                        | Szezonális: Helsinki, Kemi |
| flyBAIR                        | Szezonális: Bern, Sion |
| GetJet Airlines                | Szezonális charter: Vilnius |
| Helvetic Airways               | Szezonális: Bern |
| Holiday Europe                 | Szezonális charter: Düsseldorf |
| Iberia Express                 | Madrid |
| Iberia Regional                | Alicante, Ibiza, Lleida, Menorca, Valencia Szezonális: Bilbao, Leon, Pamplona, Salamanca |
| Israir                         | Szezonális: Tel-Aviv |
| ITA Airways                    | Szezonális: Milánó, Róma–Fiumicino |
| Jet2.com                       | Birmingham, Manchester Szezonális: Belfast–International, East Midlands, Edinburgh, Glasgow, Leeds/Bradford, London–Stansted, Newcastle upon Tyne |
| LOT                            | Szezonális: Katowice, Poznań, Varsó–Chopin, Wrocław |
| Lufthansa                      | Frankfurt, München |
| Luxair                         | Luxembourg |
| Neos                           | Szezonális: Bergamo, Bologna, Milánó–Malpensa, Verona |
| Norwegian                      | Koppenhága, Göteborg, Helsinki, Stockholm–Arlanda Szezonális: Aalborg, Bergen, München, Oslo–Gardermoen Seasonal charter: Bergen, Bodø, Luleå, Oslo-Gardermoen, Stavanger, Trondheim |
| Ryanair                        | Alicante, Barcelona, Bergamo, Berlin–Schönefeld, Berlin–Tegel, Bréma, Charleroi, Köln/Bonn, Dortmund, Dresden, Düsseldorf (ends 24 October 2020), Eindhoven, Frankfurt, Friedrichshafen, Hamburg, Hannover, Karlsruhe/Baden-Baden, London–Stansted, London–Southend, Madrid, Málaga, Manchester, München, Münster/Osnabrück, Nürnberg, Róma–Ciampino, Salzburg, Santiago de Compostela, Sevilla, Stuttgart, Valencia, Bécs, Weeze Szezonális: Beauvais, Billund, Birmingham, Bologna, Bordeaux, Bournemouth, Bratislava, Bristol, Brüsszel, Bukarest, Budapest, Cork, Dublin, East Midlands, Edinburgh, Erfurt/Weimar, Glasgow–Prestwick, Göteborg, Hahn, Kaunas, Knock, Krakkó, Leeds/Bradford, Liverpool, Luxembourg, Marseille, Memmingen, Milánó–Malpensa, Murcia, Newcastle upon Tyne, Porto, Prága, Shannon, Stockholm–Skavsta, Stuttgart, Toulouse, Valladolid, Vitoria, Varsó–Modlin, Wrocław |
| S7 Airlines                    | Moszkva–Domogyedovo |
| Scandinavian Airlines          | Aarhus, Koppenhága, Oslo–Gardermoen, Stockholm–Arlanda Szezonális: Göteborg Seasonal charter: Bergen, Koppenhága, Trondheim |
| SkyUp                          | Szezonális: Kijev-Boriszpil |
| Smartwings                     | Prága Szezonális: Bratislava, Brno, Kassa, Ostrava Seasonal charter: Budapest, Katowice |
| Sunclass Airlines              | Szezonális charter: Aalborg, Bergen, Billund, Borlänge, Koppenhága, Göteborg, Helsinki, Jönköping, Kalmar, Kristiansand, Malmö, Odense , Örebro, Oslo–Gardermoen, Stavanger, Stockholm–Arlanda, Sundsvall–Timrå, Trondheim |
| Sundair                        | Szezonális: Bréma, Dresden Kassel |
| Swiss International Air Lines  | Genf, Zürich |
| TAROM                          | Szezonális: Bukarest |
| Transavia                      | Párizs-Orly Szezonális: Amszterdam, Eindhoven, Montpellier, Nantes, Rotterdam |
| TUI Airways                    | Szezonális: Aberdeen, Belfast–International, Birmingham, Bournemouth, Bristol, Cardiff, Doncaster/Sheffield, East Midlands, Edinburgh, Exeter, Glasgow, Humberside, Leeds/Bradford, Liverpool, London–Gatwick, London–Luton, London–Stansted, Manchester, Newcastle upon Tyne, Norwich Seasonal charter: Cork, Dublin |
| TUI fly Belgium                | Charleroi, Párizs–Charles de Gaulle Szezonális: Antwerpen, Brüsszel, Liège, Oostende–Brugge |
| TUI fly Deutschland            | Düsseldorf, Frankfurt Szezonális: Basel/Mulhouse, Köln/Bonn, Hannover, Karlsruhe/Baden-Baden, München, Nürnberg, Paderborn/Lippstadt, Saarbrücken, Stuttgart |
| TUI fly Netherlands            | Szezonális: Amszterdam, Groningen, Rotterdam |
| TUI fly Nordic                 | Szezonális charter: Koppenhága, Göteborg, Malmö, Norrköping , Oslo–Gardermoen, Stockholm–Arlanda |
| Ukraine International Airlines | Szezonális: Kijev-Boriszpil |
| Ural Airlines                  | Szezonális: Szentpétervár |
| Volotea                        | Asturias, Bilbao Szezonális: Alicante, Bari, Bordeaux, Brest, Caen, Deauville, Genova, Lille, Lyon, Marseille, Nantes, Palermo, Strasbourg, Toulouse, Torino, Velence, Verona, Zaragoza Szezonális charter: Cork, London–Southend, Southampton |
| Vueling                        | Alicante, Asturias, Barcelona, Bilbao, Granada, Jerez de la Frontera, Lisszabon, Málaga, München, Párizs–Charles de Gaulle, Paris–Orly, Santiago de Compostela, Sevilla, Stuttgart, Valencia, Zaragoza, Zürich Szezonális: A Coruña, Amszterdam, Bordeaux, Cardiff, Firenze, Lille, Lyon, Marseille, Nantes, Rennes, Róma–Fiumicino, Santander, Toulouse |
| Wizz Air                       | Debrecen, London–Luton, Bécs Szezonális: Bukarest, Budapest, Kolozsvár, Katowice |

## Forgalom
Az utasforgalom az elmúlt években az alábbi módon változott:
| Utasok száma | 19 127 773 | 17 832 558 | 20 416 083 | 23 228 879 | 21 117 417 | 22 666 858 | 23 745 023 | 29 081 787 | 6 108 486 | 31 105 987 |
|              | 1999       | 2002       | 2004       | 2007       | 2010       | 2012       | 2015       | 2018       | 2020      | 2023       |